# Meißen (Familienname)
Meißen ist ein deutscher Familienname.

## Namensträger
- Adelheid von Meißen (1160?–1211), erste Ehefrau des Königs Ottokar I
- Agnes von Meißen (vor 1264–1332), durch Heirat Herzogin des Fürstentums Grubenhagen
- Agnes von Böhmen († 1268), durch Heirat Markgräfin von Meißen
- Agnes von Görz und Tirol († 1293), durch Heirat Markgräfin von Meißen
- Albrecht I. von Meißen († 1152), Bischof von Meißen
- Albrecht I. (Meißen) (der Stolze; 1158–1195), Markgraf von Meißen
- Albrecht II. (Meißen) (der Entartete; 1240–1315), Landgraf von Thüringen und Markgraf von Meißen
- Albrecht der Beherzte (Animosus; 1443–1500), Herzog von Sachsen und als Albrecht III. Markgraf von Meißen
- Anselm von Meißen (1210–1278), Priester des Deutschen Ordens und Bischof von Ermland
- Benno von Meißen (1010–1106), Bischof von Meißen und Heiliger
- Bruno I. von Meißen († 1065), Bischof von Meißen
- Burchard von Meißen († 969), erster Bischof von Meißen
- Conny Meissen (1887–1955), deutsche Kinderbuchautorin
- Dietrich I. von Meißen († um 1040), Bischof von Meißen
- Dietrich von Meißen (Bischof, † 1215) († 1215), Bischof von Merseburg
- Dietrich der Bedrängte (1162–1221), Markgraf von Meißen
- Dietrich II. von Meißen (um 1190–1272), Bischof von Naumburg
- Elisabeth von Meißen (1329–1375), Prinzessin aus dem Hause Wettin und durch Heirat Burggräfin von Nürnberg
- Elisabeth von Mähren († 1400), durch Heirat mit Wilhelm I. (Meißen) Markgräfin von Meißen
- Elisabeth von Maltitz  (1238 oder 1239–1333), durch Heirat Markgräfin von Meißen
- Elisabeth von Orlamünde (1265–1327), durch Heirat Markgräfin von Meißen
- Elisabeth von Lobdeburg-Arnshaugk (1286–1359), durch Heirat Markgräfin von Meißen
- Godebold von Meißen († 1140), Bischof von Meißen
- Gunther von Meißen († 1025), Erzbischof von Salzburg
- Heinrich I. von Meißen († 1240), Bischof von Meißen
- Heinrich von Meißen, genannt Frauenlob (1250/1260–1318), deutscher Dichter
- Heinrich I. von Meißen († 1240), Bischof von Meißen
- Heinrich I. (Meißen) (um 1070–1103), Graf auf Eilenburg, Markgraf der Lausitz und Markgraf von Meißen
- Heinrich II. (Meißen) (1103–1123), Graf auf Eilenburg, Markgraf der Lausitz und Markgraf von Meißen
- Heinrich III. (Meißen) (um 1215–1288), Markgraf von Meißen, Markgraf der Lausitz, Landgraf von Thüringen und Pfalzgraf von Sachsen
- Herwig von Meißen († 1119), Bischof von Meißen
- Katharina von Henneberg (1334–1397), durch Heirat Markgräfin von Meißen
- Katharina von Braunschweig-Lüneburg (1395–1442), durch Heirat Markgräfin von Meißen
- Ludwig von Meißen (1341–1382), Bischof von Halberstadt und Bamberg sowie Erzbischof von Mainz und Magdeburg
- Margaretha von Staufen (1237–1270), durch Heirat Markgräfin von Meißen
- Margaretha von Österreich (1416–1486), durch Heirat Markgräfin von Meißen
- Maria Emanuel Markgraf von Meißen (1926–2012), deutscher Chef des Hauses Wettin
- Martin von Meißen († 1190), Bischof von Meißen
- Nikolaus I. von Meißen († 1392), Bischof von Lübeck und Meißen
- Reiner von Meißen († 1066), Bischof von Meißen
- Volkold von Meißen († 992), Bischof von Meißen